# Олексієнко Андрій Олексійович
Андрій Олексійович Олексієнко (29 травня 1971, Київ, Українська РСР, СРСР) — український хокеїст, захисник. Гравець національної збірної.

## Спортивна кар'єра
Виступав за команди ШВСМ, «Сокіл», АТЕК і «Компаньйон» (всі- Київ). У першій лізі СРСР провів 50 матчів (7+4), у Міжнаціональній хокейній лізі — 80 (8+7), у чемпіонаті України — 136 (32+60).
У складі збірної України був учасником першого офіційного турніру — кваліфікації до чемпіонату світу 1993 року в групі «С». Українська команда 6-го і 8-го листопада 1992 року зіграла два матчі у Мінськуу проти збврних Білорусі (4:1) і Казахстану (4:5). Всі три команди набрали однакову кількість очок, а за різницею забитих і пропущених шайб збірна України здобула путівку до групи «С».

## Досягнення
- Бронзовий призер чемпіонату України (3): 2003, 2004, 2007

## Статистика
| Сезон   | Клуб                | Ліга    | І  | Г  | П  | О  | ШХ |
| ------- | ------------------- | ------- | -- | -- | -- | -- | -- |
| 1987-88 | ШВСМ (Київ)         | СРСР-2  | 1  | 0  | 0  | 0  | 0  |
| 1988-89 | ШВСМ (Київ)         | СРСР-2  | 49 | 7  | 4  | 11 | 28 |
| 1989-90 | ШВСМ (Київ)         | СРСР-3  | 43 | 11 | 6  | 17 | 20 |
| 1990-91 | ШВСМ (Київ)         | СРСР-3  | 55 | 10 | 8  | 18 | 36 |
| 1991-92 | ШВСМ (Київ)         | СРСР-3  | 18 | 4  | 1  | 5  | 22 |
| 1992-93 | «Сокіл» (Київ)      | МХЛ     | 34 | 4  | 6  | 10 | 52 |
|         | «Сокіл-2» (Київ)    | Росія-2 | 10 | 2  | 3  | 5  | 6  |
| 1993-94 | «Сокіл» (Київ)      | МХЛ     | 27 | 3  | 1  | 4  | 21 |
|         | ШВСМ (Київ)         | Росія-3 | 9  | 3  | 0  | 3  | 8  |
| 1994-95 | «Сокіл» (Київ)      | МХЛ     | 19 | 1  | 0  | 1  | 20 |
|         | «Сокіл-2» (Київ)    | Росія-2 | 4  | 1  | 0  | 1  | 8  |
| 2001-02 | АТЕК (Київ)         | Україна | 15 | 2  | 8  | 10 | 16 |
| 2002-03 | АТЕК (Київ)         | Україна | 21 | 10 | 12 | 22 | 40 |
| 2003-04 | АТЕК (Київ)         | Україна | 17 | 3  | 7  | 10 | 28 |
| 2004-05 | АТЕК (Київ)         | Україна | 20 | 7  | 16 | 23 | 10 |
| 2005-06 | АТЕК (Київ)         | Україна | 16 | 5  | 7  | 12 | -  |
| 2006-07 | «Компаньйон» (Київ) | Україна | 18 | 4  | 7  | 11 | 28 |
| 2007-08 | «Компаньйон» (Київ) | Україна | 29 | 1  | 3  | 4  | 32 |